# Ammo Baba
Emmanuel Baba Dawud, noto come Ammo Baba (Baghdad, 27 novembre 1934 – Dahuk, 27 maggio 2009), è stato un allenatore di calcio e calciatore iracheno, di ruolo attaccante.
È morto di diabete il 27 maggio 2009.

## Carriera

### Club
È stato attivo negli anni sessanta e settanta, con numerose reti segnate e presenze nella Nazionale. Dopo aver abbandonato l'attività agonistica è stato per cinque volte alla guida della Nazionale irachena.
Ammo Baba è stato scoperto ai Giochi Studenteschi Arabi all'età di 16 anni durante una partita del 1951 contro gli organizzatori egiziani.

### Allenatore
Fu dapprima allenatore della Nazionale irachena Militare, dove vinse il Campionato Mondiale Militare CISM nel 1978, battendo Austria, Marocco e Grecia, fino a riuscire a prevalere sull'Italia ai rigori durante la finale.
Nello stesso anno fu promosso allenatore della Nazionale irachena, dove rimase negli anni '80 e '90, che costituiscono il periodo migliore del calcio iracheno.
Allenò anche la Nazionale Olimpica, con cui partecipò a Los Angeles 1984 e a Seoul 1988.
Inoltre ottenne un successo nella Lega Irachena con l'Al Talaba.

## Palmarès

### Giocatore

#### Competizioni nazionali
- Campionato iracheno: 1

Al Quwa Al Jawiya: 1963-1964

### Allenatore

#### Competizioni nazionali
- Campionato iracheno: 2

Al-Talaba: 1980-1981
Al-Zawraa: 1993-1994